# Петуховська (Вельський район)
Петуховська (рос. Петуховская) — присілок в Вельському районі Архангельської області Російської Федерації.
Населення становить 178 осіб. Входить до складу муніципального утворення Муравйовське муніципальне утворення.

## Історія
Від 1937 року належить до Архангельської області.
Від 2004 року належить до муніципального утворення Муравйовське муніципальне утворення.

## Населення
| 2002 | 2010 | 2012 | 2014 |
| ---- | ---- | ---- | ---- |
| 142  | ↗182 | ↗186 | ↘178 |